# Acer Aspire

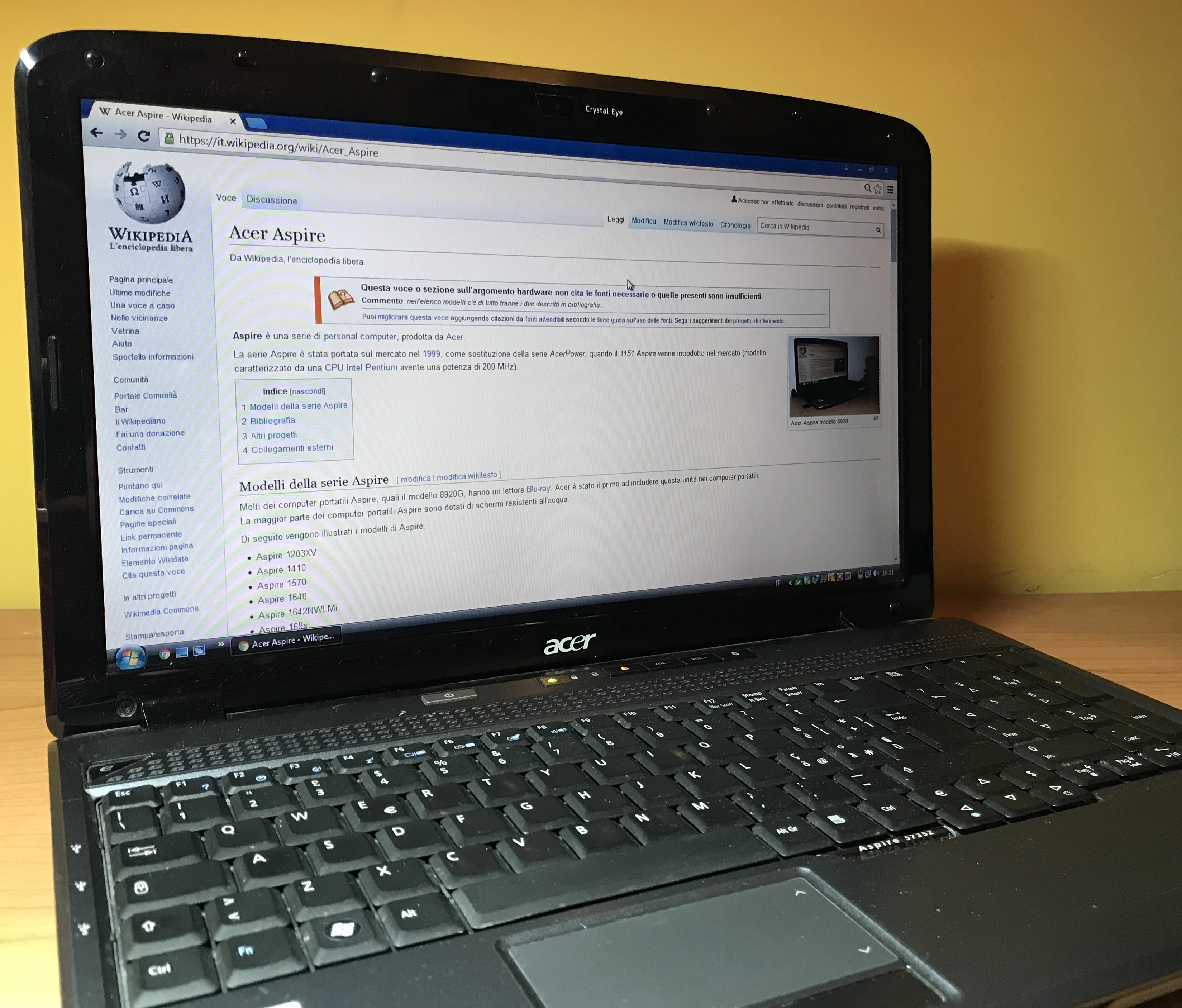
Acer Aspire 5735z con Windows Vista

Aspire è una serie di personal computer, prodotta da Acer.
La serie Aspire è stata portata sul mercato nel 1999, come sostituzione della serie AcerPower, quando il 1151 Aspire venne introdotto nel mercato (modello caratterizzato da una CPU Intel Pentium avente una potenza di 200 MHz).

## Modelli della serie Aspire
Molti dei computer portatili Aspire, quali il modello 8920G, hanno un lettore Blu-ray. 
Acer è stato il primo ad includere questa unità nei computer portatili.
La maggior parte dei computer portatili Aspire sono dotati di schermi resistenti all'acqua.
Di seguito vengono illustrati i modelli di Aspire:
- Aspire 1151

- Aspire 1203XV
- Aspire 1300XV
- Aspire 1410
- Aspire 1570
- Aspire 1640
- Aspire 1642NWLMi
- Aspire 169x
- Aspire 1810TZ
- Aspire 2920
- Aspire 2920Z
- Aspire 2930
- Aspire 3023WLMi
- Aspire 3050
- Aspire 3630
- Aspire 3634WLMi
- Aspire 3410
- Aspire 3515
- Aspire 3620
- Aspire 3610
- Aspire 3680
- Aspire 3690
- Aspire 3935
- Aspire 4310
- Aspire 4315
- Aspire 4330
- Aspire 4520
- Aspire 4530
- Aspire 4535
- Aspire 4540
- Aspire 4551
- Aspire 4552
- Aspire 4710
- Aspire 4716Z
- Aspire 4720Z
- Aspire 4730Z
- Aspire 4736Z
- Aspire 4738
- Aspire 4738Z
- Aspire 4738G
- Aspire 4740
- Aspire 4740G
- Aspire 4741
- Aspire 4741G
- Aspire 4752
- Aspire 4752G
- Aspire 4752Z
- Aspire 4752ZG
- Aspire 4810T
- Aspire 4810TZ
- Aspire 4920G
- Aspire 4930
- Aspire 4930G
- Aspire 4935
- Aspire 4935G
- Aspire 5003WLMi
- Aspire 5050
- Aspire 5051
- Aspire 5100
- Aspire 5253
- Aspire 5310
- Aspire 5315
- Aspire 5330
- Aspire 5335
- Aspire 5336
- Aspire 5349
- Aspire 5515
- Aspire 5516
- Aspire 5517
- Aspire 5520
- Aspire 5532
- Aspire 5534
- Aspire 5535
- Aspire 5536
- Aspire 5536G
- Aspire 5541
- Aspire 5551
- Aspire 5551G
- Aspire 5552
- Aspire 5552G
- Aspire 5560
- Aspire 5570
- Aspire 5570Z
- Aspire 5580
- Aspire 5590
- Aspire 5594WXMi
- Aspire 5601AWLMi
- Aspire 5610
- Aspire 5610Z
- Aspire 5612WLMi
- Aspire 5613AWLMi
- Aspire 5633WLMi
- Aspire 5634WLMi
- Aspire 5670WLMI
- Aspire 5680
- Aspire 5715Z
- Aspire 5720
- Aspire 5720G
- Aspire 5720Z
- Aspire 5732Z
- Aspire 5734Z
- Aspire 5735
- Aspire 5735Z
- Aspire 5736
- Aspire 5737Z
- Aspire 5738Z
- Aspire 5738ZG
- Aspire 5738G
- Aspire 5739G
- Aspire 5740
- Aspire 5741G
- Aspire 5741Z
- Aspire 5742
- Aspire 5742G
- Aspire 5745G
- Aspire 5749
- Aspire 5755G
- Aspire 5810
- Aspire 5810T
- Aspire 5810TZ
- Aspire 5820TG TimelineX
- Aspire 5830TG TimelineX
- Aspire 5920
- Aspire 5920G
- Aspire 5930
- Aspire 5930G
- Aspire 5935G
- Aspire 5940
- Aspire 5940G
- Aspire Ethos 5950G
- Aspire Ethos 5951G
- Aspire 6530
- Aspire 6530G
- Aspire 6920G
- Aspire 6930G
- Aspire 6935G
- Aspire 7535G
- Aspire 7720
- Aspire 7720G
- Aspire 7720Z
- Aspire 7730
- Aspire 7730G
- Aspire 7735ZG
- Aspire 7736ZG
- Aspire 7738G
- Aspire 7741G
- Aspire 7750G
- Aspire 7540G
- Aspire 7551
- Aspire 7552G
- Aspire 8730G
- Aspire 8920 G
- Aspire 8930
- Aspire 8930G
- Aspire 8935
- Aspire 8940G
- Aspire 8942G
- Aspire 8943G
- Aspire Ethos 8950G
- Aspire Ethos 8951G
- Aspire 9302WSMi
- Aspire 9410Z
- Aspire 9420WSMi
- Aspire Switch 10
- Aspire Switch 11
- Aspire 1
- Aspire 3
- Aspire 5
- Aspire 7